# Daïra de Bathia
La daïra de Bathia est une circonscription administrative algérienne située dans la wilaya d'Aïn Defla. Son chef-lieu est situé sur la commune éponyme de Bathia.

## Communes
La daïra regroupe les trois communes de Bathia, El Hassania et Belaas.